# Rhithroperla
Rhithroperla is een geslacht van steenvliegen uit de familie Gripopterygidae. De wetenschappelijke naam van het geslacht is voor het eerst geldig gepubliceerd in 1963 door Illies.

## Soorten
Rhithroperla omvat de volgende soorten:
- Rhithroperla penai Illies, 1963
- Rhithroperla rossi (Froehlich, 1960)